# Andrew McAuley

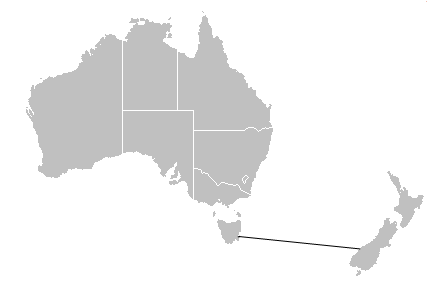
Geplante Route von Tasmanien nach Neuseeland

Andrew McAuley (* 7. August 1968 in Goulburn, Australien; verschollen 9. Februar 2007 in der Tasmansee vor Neuseeland) war ein australischer Abenteurer, der beim Versuch, als erster Mensch mit einem Seekajak von Tasmanien nach Neuseeland zu paddeln, umgekommen ist.

## Vorgeschichte
McAuley verfügte über große Erfahrung im Hochseekajaking. So hatte er bereits die Bass-Straße und den Golf von Carpentaria zwischen Australien und Neuguinea mit dem Kajak überquert. Im Februar 2006 legte er als Leiter einer Expedition an Bord eines Kajaks etwa 1.000 km vor der Küste des Grahamlands im Südpolarmeer zurück. Am 2. Dezember 2006 startete McAuley den ersten Versuch, in einem Seekajak die 1600 km lange Strecke von der tasmanischen Ostküste zum Milford Sound/Piopiotahi im Süden Neuseelands durch die Tasmansee zurückzulegen. Diesen musste er jedoch nach einem Tag wegen Unterkühlung abbrechen.

## Der zweite Versuch
Einen Monat später, am 11. Januar 2007, unternahm McAuley einen zweiten Versuch. Er überstand dabei einen schweren Sturm und hatte sich bis zum 8. Februar 2007 bis auf 120 km der neuseeländischen Küste genähert. In seinen letzten Funksprüchen plante er, am 11. Februar an Land zu gehen, weshalb seine Familie und mehrere Reporter bereits in Neuseeland eingetroffen waren. Am Abend des 9. Februar empfing die neuseeländische Seenotrettung einen Notruf von McAuley, in dem er angab, etwa 30 km vor dem Milford Sound über Bord gegangen zu sein und dass sein Kajak sinken würde. Am darauffolgenden Tag wurde das gekenterte Kajak etwa 75 km westlich des Milford Sound entfernt von der Küstenrettung gesichtet. Am 12. Februar 2007 wurde die Suche nach McAuley eingestellt; sein Leichnam wurde nicht gefunden.

## Gründe für das Unglück
Um den schweren Seegang zu überstehen sowie um schlafen zu können, hatte McAuley eine Schutzkuppel angefertigt, die er über die Öffnung des Kajaks zog. Im geschlossenen Zustand richtete sich so das Boot, falls es kenterte, von selbst wieder auf. Während er paddelte, musste er jedoch die Kuppel am Heck befestigen; falls das Kajak in diesem Fall kenterte, füllte sich die Kuppel mit Wasser, wodurch McAuley das Boot nicht mit der sonst üblichen Eskimorolle wieder aufrichten konnte. Stattdessen musste er unter Wasser aus dem Boot aussteigen und es von außen wieder aufrichten, was – insbesondere bei rauer See – ein anstrengendes und gefährliches Unterfangen war.
Das Kajak wurde ohne diese Kuppel gefunden. McAuley hatte in einem Funkspruch berichtet, dass bereits während des schweren Sturms eine der beiden Halterungen abgebrochen war. Bei späteren Untersuchungen fand man heraus, dass es dadurch für eine Person gänzlich unmöglich wurde, das einmal gekenterte Boot wieder aufzurichten. Ein Gericht kam zum Ergebnis, dass McAuleys Kajak durch eine hohe Welle kenterte und er anschließend innerhalb kurzer Zeit nach Absetzen des Notrufs im 15 °C kalten Wasser das Bewusstsein verlor und ertrank.
Am Bug seines Kajaks hatte McAuley eine Videokamera montiert, wodurch es möglich war, einen großen Teil seiner Reise nachzuvollziehen. Auf Basis dieser Aufnahmen produzierten David Michôd und Jennifer Peedom 2008 den Dokumentarfilm Solo: Vermisst auf hoher See.

## Dokumentarfilm
- Solo: Vermisst auf hoher See. Dokumentarfilm, Regie: David Michôd und Jennifer Peedom, Australien, 2008.[3]